# 選好功利主義
選好功利主義（せんこうこうりしゅぎ、英語: preference utilitarianism）は、功利主義の一種で、利害関係者の選好を最大限に充足する行為を正しいとするもの。

## 概要
ジェレミ・ベンサム、ジョン・スチュアート・ミル、ヘンリー・シジウィックが唱えた古典的功利主義は、 快楽を最大化し、苦痛を最小化する行為を指令する一方、選好功利主義では、利害関係者の選好を最大限に充足する行為が指令される。
倫理学者ピーター・シンガーがこの立場をとっていたことで知られる。

## 関連文献
- Sinnott-Armstrong, Walter (2022). "What is Good? Hedonistic vs. Pluralistic Consequentialisms". In Zalta, Edward N.; Nodelman, Uri (eds.). Consequentialism. Stanford Encyclopedia of Philosophy (英語) (Winter 2022 ed.).